# Museu da Ciência e Indústria
O Museu da Ciência e Indústria é um museu localizado na cidade norte-americana de Chicago. O museu é dedicado a ciência e aos equipamentos e sistemas industriais e nesta configuração, foi aberto em 1933. Seu acervo conta com mais de 35 mil artefatos e é um dos maiores museus de ciências do mundo.
O prédio do museu sediou, em 1893, a Exposição Universal que tinha como tema a comemoração da chegada de Cristóvão Colombo ao Novo Mundo. Logo após a feira, foi criado o "Columbian Museum", mas em pouco tempo transformou-se no Museu Field de História Natural. Na década de 1910, o Museu Field mudou-se e o local ficou vago por anos, até que Art Institute of Chicago liderou uma campanha para reformar o prédio e instalar um museu de artes. O projecto para um museu de artes foi substituído quando o principal financiador das reformas, Julius Rosenwald, resolveu financiar o empreendimento desde que o local fosse transformado num museu de ciências, aos moldes do Deutsches Museum. Em 1926, a intenção era chamar de Rosenwald Industrial Museum, mas em 1928 foi oficialmente denominado de Museum of Science and Industry e após anos de reformas e aquisição do acervo, foi aberto, em etapas, a partir 19 de junho de 1933, até 1940.
O museu possui em seu acervo, aviões como um Boeing 727, um submarino alemão da Segunda Guerra Mundial, o U-505, a Mercury-Atlas 7, entre outras peças que já foram grandes inovações tecnológicas.

## Histórico
O Palácio das Belas Artes (também conhecido como o Edifício de Belas Artes) na Exposição Colombiana de 1893 foi desenhado por Charles B. Atwood para DH Burnham & Co. Ao contrário dos outros edifícios da "Cidade Branca", foi construído com uma subestrutura de tijolos sob sua fachada de gesso. Após a Feira Mundial, abriu inicialmente o Museu Colombiano, que evoluiu para o Museu de História Natural. Quando o Museu de História Natural mudou-se para um novo prédio perto do centro de Chicago, em 1920, o antigo sítio ficou desocupado.
O professor Lorado Taft, do Instituto de Arte de Chicago, liderou uma campanha pública para restaurar o edifício e transformá-lo em outro museu de arte, um dedicado à escultura. Os Comissários do South Park (agora parte do Chicago Park District) obtiveram aprovação em um referendo para vender US $ 5 milhões em títulos para pagar os custos de restauração, na esperança de transformar o edifício em um museu de escultura, uma escola de comércio técnico e outras coisas. No entanto, depois de alguns anos, o edifício foi selecionado como o site de um novo museu de ciências.
Então, naquele momento, o Clube Comercial de Chicago estava interessado em criar um museu de ciências em Chicago. Julius Rosenwald, presidente e filantropo da Sears, Roebuck and Company, ativou seus colegas membros do clube prometendo pagar US $ 3 milhões para o custo da conversão do Palácio das Belas Artes (Rosenwald eventualmente contribuiu com mais de US $ 5 milhões para o projeto). Durante a sua conversão para o MSI, o exterior do edifício foi re-moldado em pedra calcária para reter o aspecto de Beaux Arts em 1893. O interior foi substituído por um novo no estilo Art Moderne desenhado por Alfred P. Shaw.
Rosenwald estabeleceu a organização do museu em 1926, mas recusou-se a ter seu nome no prédio. Nos primeiros anos, o museu foi chamado de Museu Industrial de Rosenwald. Em 1928, o nome do museu foi oficialmente alterado para o Museu da Ciência e Indústria. A visão de Rosenwald era criar um museu ao estilo do Deutsches Museum em Munique, que ele visitou em 1911, enquanto na Alemanha com sua família.
Exposição do Museu do Natal ao redor do mundo, 2006
Sewell Avery, outro empresário, apoiou o museu dentro do Clube Comercial e foi selecionado como seu primeiro presidente do conselho de administração. O museu realizou uma busca nacional pelo primeiro diretor. O Conselho de Administração da MSI selecionou Waldemar Kaempffert, então editor científico do The New York Times, porque compartilhou a visão de Rosenwald.
Ele reuniu os funcionários curadores do museu e dirigiu a organização e construção das exposições. Para preparar o museu, Kaempffert e seus funcionários visitaram o Deutsches Museum de Munique, o Museu da Ciência em Kensington e o Museu Técnico de Viena, todos os quais serviram de modelo. Kaempffert foi fundamental no desenvolvimento de laços estreitos com os departamentos científicos da Universidade de Chicago, que forneceu grande parte da bolsa de estudos para as exposições. Kaempffert renunciou no início de 1931 em meio a crescentes disputas com o segundo presidente do conselho de administração; eles discordaram sobre a objetividade e neutralidade das exposições e a gestão da equipe da Kaempffert.
O novo Museu da Ciência e da Indústria abriu ao público em três etapas, entre 1933 e 1940. A primeira cerimônia de abertura ocorreu durante o Century of Progress Exposition. Dois dos presidentes do museu, vários curadores e outros membros da equipe, e exposições vieram à MSI do evento Century of Progress.
Durante anos, os visitantes entraram no museu através de sua entrada principal original, mas essa entrada tornou-se não mais grande o suficiente para lidar com um crescente volume de visitantes. A entrada principal mais recente é uma estrutura destacada do edifício principal do museu, através da qual os visitantes descem para uma área subterrânea e sobem no prédio principal, semelhante à Pirâmide do Louvre.
Em 1983, devido ao aumento do atendimento, o museu iniciou a construção de seu estacionamento subterrâneo, localizado em três níveis subterrâneos abaixo do gramado dianteiro. O museu terminaria a construção na década de 1990.
Por mais de 55 anos, a entrada no MSI foi gratuita. As taxas foram cobradas pela primeira vez no início da década de 1990, com taxas gerais de admissão aumentando de US $ 13 em 2008 para US $ 18 em 2015.  Muitos dias de "passe livre" - para residentes de Illinois apenas - são oferecidos ao longo do ano.